# Ventrifossa atherodon
Ventrifossa atherodon és una espècie de peix de la família dels macrúrids i de l'ordre dels gadiformes.

## Morfologia
- Els mascles poden assolir 31 cm de llargària total.[2][3]

## Alimentació
Menja crustacis i calamars.

## Hàbitat
És un peix d'aigües profundes que viu entre 280-950 m de fondària.

## Distribució geogràfica
Es troba a les Hawaii i el nord-est de Taiwan.